# 蓮花Elise
蓮花Elise（英語：Lotus Elise），由英國製造商 蓮花汽車 於 1994 年初構思並於 1996 年 9 月發布，從1996至2021年間所生產的中置引擎後輪驅動的雙座敞篷車。Elise 以Elisa Artioli的名字命名，她是Romano Artioli的孫女，Romano Artioli 在汽車推出時曾是 Lotus 和Bugatti的董事長。
Elise、Exige和Evora的生產於 2021 年結束，取而代之的是Emira。

## 外部連結
- Group Lotus PLC Manufacturer website
- Lotus USA （页面存档备份，存于） US distributor
- SELOC Techwiki （页面存档备份，存于） Lotus Technical Wiki
- Lotus Elise - The Inside Story （页面存档备份，存于） video documentary